# Álvaro Gurgel de Alencar
Álvaro Gurgel de Alencar (Icó, 10 de janeiro de 1861 — Fortaleza,  2 de julho de 1945) foi um professor, magistrado, dicionarista e historiador brasileiro e um dos fundadores da Academia Cearense de Letras.

## Biografia
Filho de Rufino Antunes de Alencar e  Quitéria Dulcineia Gurgel de Alencar. Formado em ciências jurídicas e sociais pela Faculdade do Recife, em 1885.
Exerceu o cargo de promotor público em Quixeramobim e em Viçosa do Ceará, de 1886 a 1887. Ainda neste ano um decreto imperial de 21 de outubro o nomeou juiz municipal e de órfãos em Granja, Camocim e Palma, atual Coreaú.
O governo provisório da recém-instalada república editou um decreto no dia 10 de junho de 1890, nomeando Álvaro Alencar juiz de direito da comarca da Palma (Coreaú). Assim inaugurou-se a comarca de Palma (atual Coreaú) em 14 de julho, mas em 8 de novembro do mesmo ano outro decreto transferiu Álvaro Alencar para  a comarca de Granja.
Em 1918 foi nomeado desembargador do Tribunal de Justiça do Ceará.

### Militante no abolicionismo
Participou de órgãos da imprensa abolicionista, pelos jornais Iracema, Norte, "Ceará Ilustrado e Commercio. Foi membro de muitas sociedades que militavam em favor da campanha abolicionista. Uma de suas obras, Traços Biographicos do Bacharel Pedro Pereira da Silva Guimarães, editada pela sociedade Ave Libertas, teve o propósito de arrecadar fundos para a causa da abolição da escravatura.

## Obras
- Traços Biographicos do Bacharel Pedro Pereira da Silva Guimarães
- Apontamentos para a notícia da comarca de Viçosa
- Diccionario Geographico, Histórico e Descriptivo do Estado do Ceará (1903)
- Memória Histórica do Ano de 1906